# Кадий
Кадий (рос. Кадый) — смт в Кадийському районі Костромської області Російської Федерації.
Населення становить 3332 особи. Входить до складу муніципального утворення селище Кадий.

## Історія
У 1936-1944 року населений пункт перебував у складі Івановської області. Від 1944 належить до Костромської області.
Від 2007 року входить до складу муніципального утворення селище Кадий.

## Населення
| 1959  | 1970  | 1979  | 1989  | 2002  | 2008  | 2009  |
| ----- | ----- | ----- | ----- | ----- | ----- | ----- |
| 2539  | ↗3074 | ↗3430 | ↗4147 | ↘3882 | ↘3463 | ↗3488 |
| 2010  | 2012  | 2013  | 2014  | 2015  | 2016  | 2017  |
| ↗3597 | ↘3570 | ↘3542 | ↘3541 | ↘3535 | ↗3546 | ↘3507 |
| 2018  | 2019  | 2020  | 2021  |       |       |       |
| ↘3489 | ↘3445 | ↘3403 | ↘3332 |       |       |       |